# Marco Livio Druso Libón
Marco Livio Druso Libón (en latín: Marcus Livius Drusus Libo) fue el hijo natural de Lucio Escribonio Libón y una mujer desconocida. Su tía paterna fue Escribonia, la segunda esposa de Augusto; por lo tanto, fue primo hermano de Julia la Mayor.

## Adopción
Se cree que fue adoptado por Marco Livio Druso Claudiano, el padre de Livia Drusila, tercera esposa de Augusto.
No obstante, debido a la filiación 'L.f.' registrada en la Historia romana de Dion Casio, es probable que esta adopción fuera solo testamentaria, ya que por ella, el adoptado tenía permiso para usar el nombre del padre adoptivo.

## Carrera
Los detalles de su carrera no son conocidos, con excepción de su elección como cónsul ordinario en 15 a. C. junto con Lucio Calpurnio Pisón. Livio Druso también sirvió como edil en 28 a. C., poco antes de que el Panteón en Roma fuera completado. El historiador Plinio el Viejo lo menciona entre aquellos que albergaron los juegos seculares en Roma durante el reinado de Augusto. También existe la posibilidad de que fuera un miembro de los Arvales.

## Matrimonio y familia
No existe registro alguno de una esposa de Marco Livio Druso, solo de una hija. La existencia de esta hija es asumida en la base del nombre de una joven mujer llamada Livia Medulina Camila, con quien Claudio pretendía casarse en 8, pero que falleció el día de su matrimonio. Se cree que Livia Medulina Camila era la hija de Marco Furio Camilo y una mujer llamada 'Livia', presuntamente la hija de Marco Livio Druso Libón debido al nombre 'Livia' en Livia Medulina Camila.